# (4922) Leshin
(4922) Leshin es un asteroide perteneciente al cinturón de asteroides, descubierto el 2 de marzo de 1981 por Schelte John Bus desde el Observatorio de Siding Spring, Nueva Gales del Sur, Australia.

## Designación y nombre
Designado provisionalmente como 1981 EH4. Fue nombrado Leshin en honor a la profesora  de la Universidad Estatal de Arizona Laurie Leshin que ha utilizado el análisis de isótopos para investigar los procesos geológicos registrados en meteoritos marcianos.

## Características orbitales
Leshin está situado a una distancia media del Sol de 2,621 ua, pudiendo alejarse hasta 3,224 ua y acercarse hasta 2,017 ua. Su excentricidad es 0,230 y la inclinación orbital 8,167 grados. Emplea 1550 días en completar una órbita alrededor del Sol.

## Características físicas
La magnitud absoluta de Leshin es 13,5. Tiene 4,955 km de diámetro y su albedo se estima en 0,344.